# Felsőgagy, Borsod-Abaúj-Zemplén
Felsőgagy este un sat în districtul Encs, județul Borsod-Abaúj-Zemplén, Ungaria, având o populație de 196 de locuitori (2011). 

## Demografie
Componența etnică a satului Felsőgagy
     Maghiari (75,78%)
     Romi (22,27%)
     Germani (1,95%)
Componența confesională a satului Felsőgagy
     Romano-catolici (68,88%)
     Greco-catolici (11,73%)
     Reformați (10,2%)
     Fără religie (3,57%)
     Necunoscută (5,61%)
Conform recensământului din 2011, satul Felsőgagy avea 196 de locuitori. Din punct de vedere etnic, majoritatea locuitorilor (75,78%) erau maghiari, existând și minorități de romi (22,27%) și germani (1,95%).  Din punct de vedere confesional, majoritatea locuitorilor (68,88%) erau romano-catolici, existând și minorități de greco-catolici (11,73%), reformați (10,2%) și persoane fără religie (3,57%). Pentru 5,61% din locuitori nu este cunoscută apartenența confesională.